# Hugh Breckenridge
Hugh Henry Breckenridge (1870-1937), fue un pintor y profesor de arte estadounidense que defendió las vanguardias artísticas desde el impresionismo hasta el arte abstracto. Breckenridge enseñó durante más de cuarenta años en la Academia de Bellas Artes de Pensilvania, convirtiéndose en el Decano de la escuela en 1934. También enseñó desde 1920 hasta 1937 en su propia Escuela de Arte Breckenridge en Gloucester, Massachusetts.

## Biografía
Breckenridge nació el 6 de octubre de 1870 en Leesburg, Virginia. Asistió a la Academia de Bellas Artes de Pensilvania donde conoció a William Edmondson. En 1892 viajó a París donde estudió con Adolphe William Bouguereau. Viajó por Europa con su colega Walter E. Schofield.
En 1894 cuando regresó a Filadelfia comenzó su carrera en la Academia de Bellas Artes de Pensilvania (PAFA), donde enseñaría durante más de cuarenta años.
Breckenridge abrió su propia escuela en Gloucester, Massachusetts, la Breckenridge School of Art, donde impartió clases de verano todos los años desde 1920 hasta 1937.
Breckenridge expuso ampliamente desde 1896 hasta su muerte, comenzando en el Art Club de Filadelfia y, hacia el final de su vida, en 1934, en el Museo Whitney. Su obra se incluyó en la Exposición del Sesqui-Centenario de Filadelfia de 1926.
Breckenridge fue miembro de la Philadelphia Art Alliance, el Philadelphia Sketch Club y el Arts Club of Philadelphia.
Murió el 4 de noviembre de 1937 en Filadelfia, cuando todavía ejercía su cargo en la facultad de la PAFA.

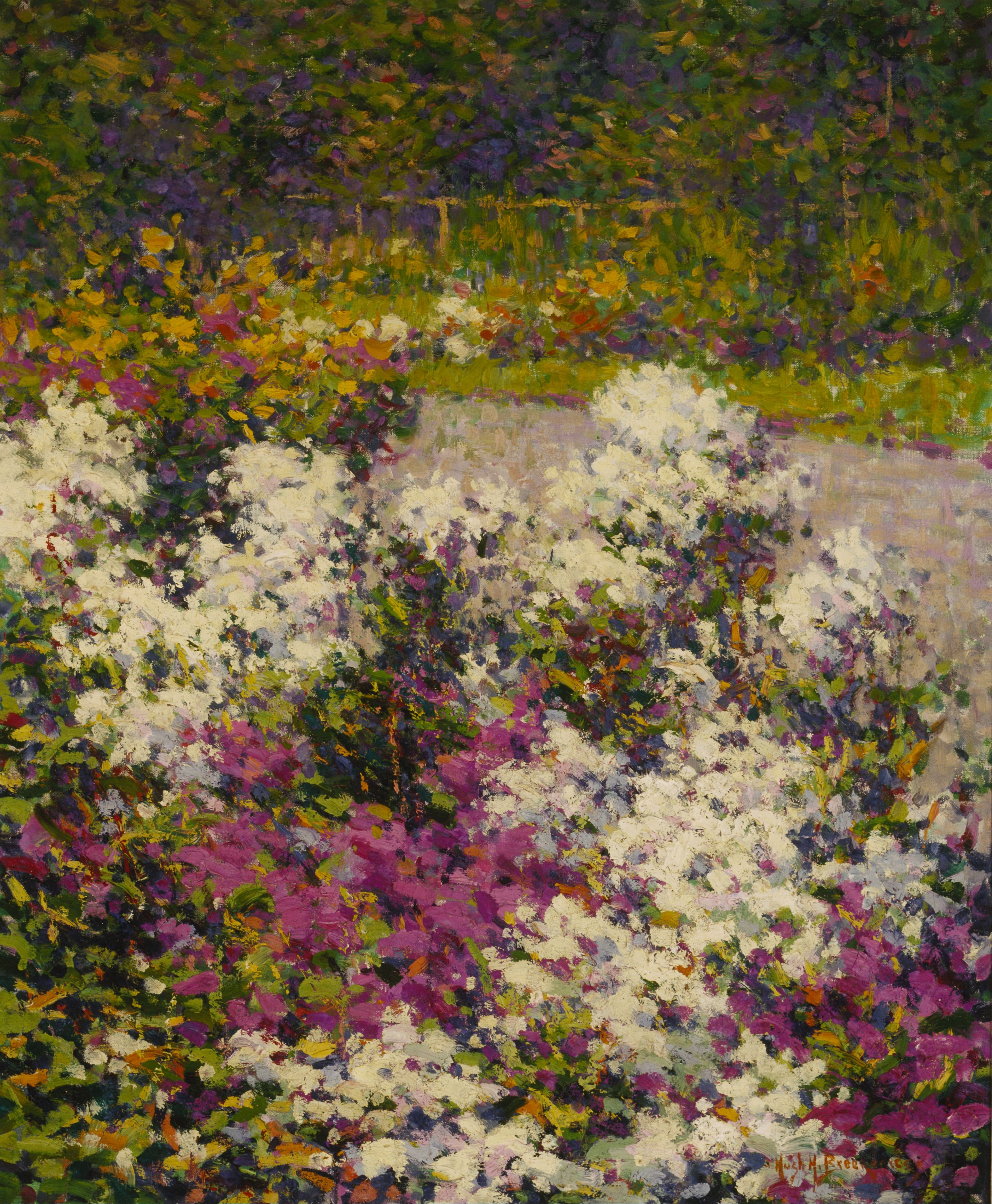
Phlox blanco, 1906. Fundación Terra para el Arte Americano, Chicago, Illinois
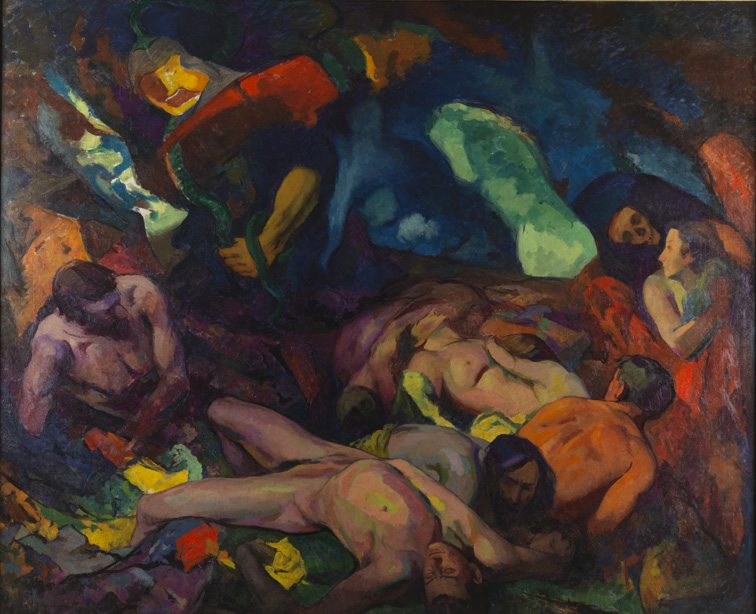
La Pestilencia (anteriormente Guerra), c.1918. Academia de Bellas Artes de Pensilvania
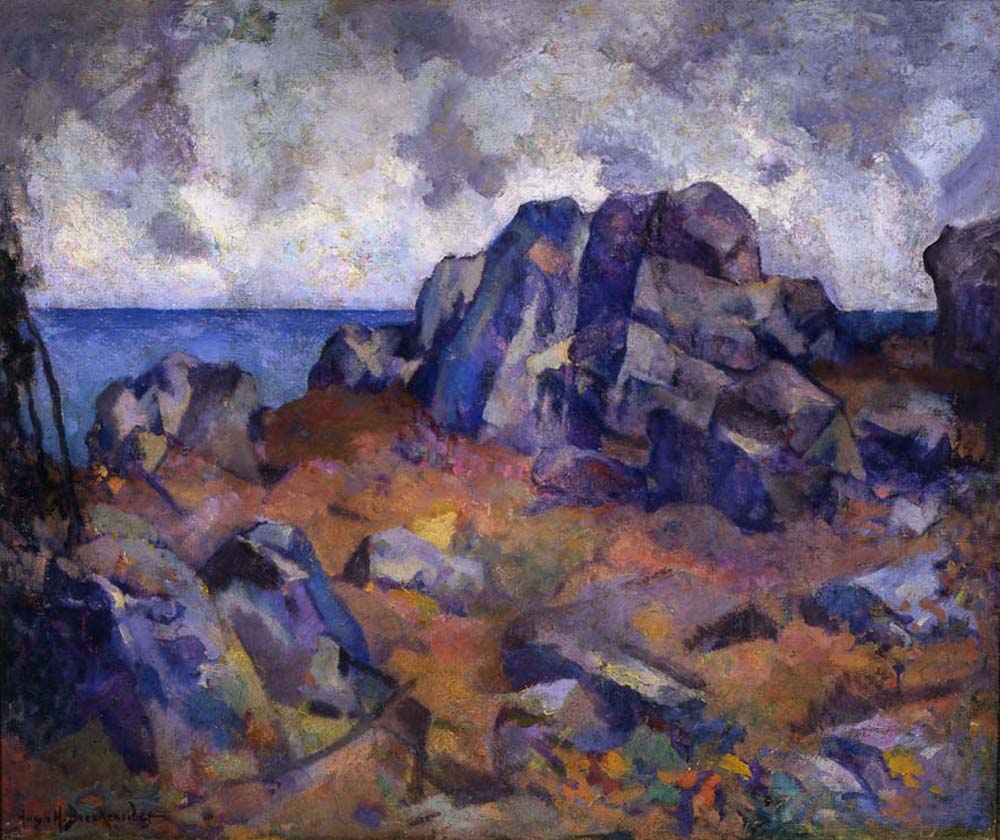
La costa de Cape Ann, 1924. Museo Cape Ann, Gloucester, Massachusetts

## Alumnos notables
- Walter Inglis Anderson
- Sarah Baker
- Walter Emerson Baum
- Maude Drein Bryant
- Arthur Beecher Carles[5]
- Elizabeth Kitchenman Coyne
- Edith Emerson
- Nancy Maybin Ferguson
- Allan Freelon[6]
- Ella Sophonisba Hergesheimer
- Marie Hull
- Thomas Lorraine Hunt
- Susette Schultz Keast
- Harriet Randall Lumis[6]
- John Marin
- Delle Miller[7]
- Mary Elizabeth Price[8]
- Leopold Seyffert
- Mary Given Sheerer
- Nan Sheets
- Ben Solowey